# Qionglai
Qionglai (邛崃市S, QióngláiP) è una città-contea della Cina, situata nella provincia di Sichuan e amministrata dalla città sub-provinciale di Chengdu.